# Esskultur

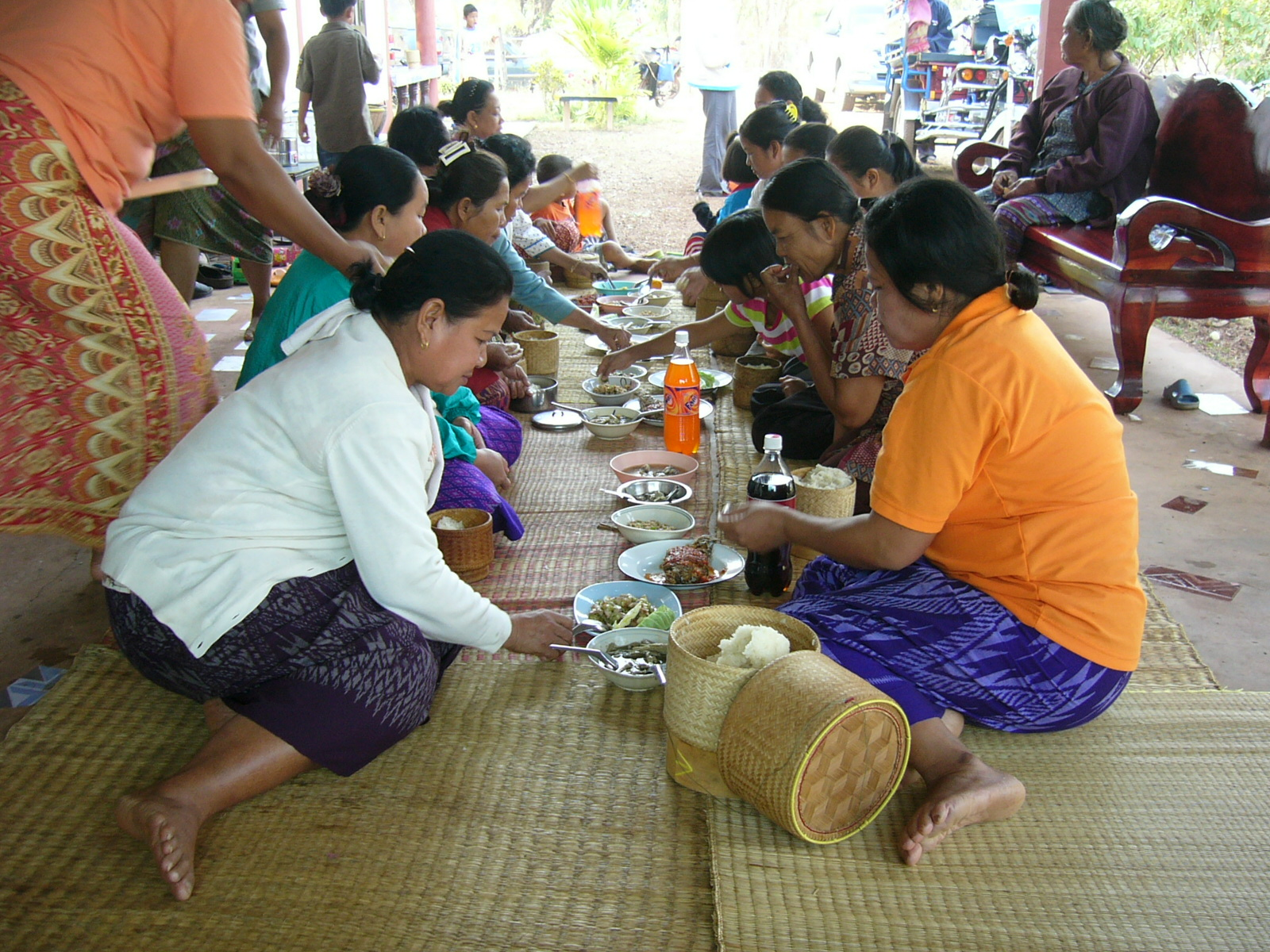
Esskultur in Thailand: Verzehr auf dem Boden sitzend

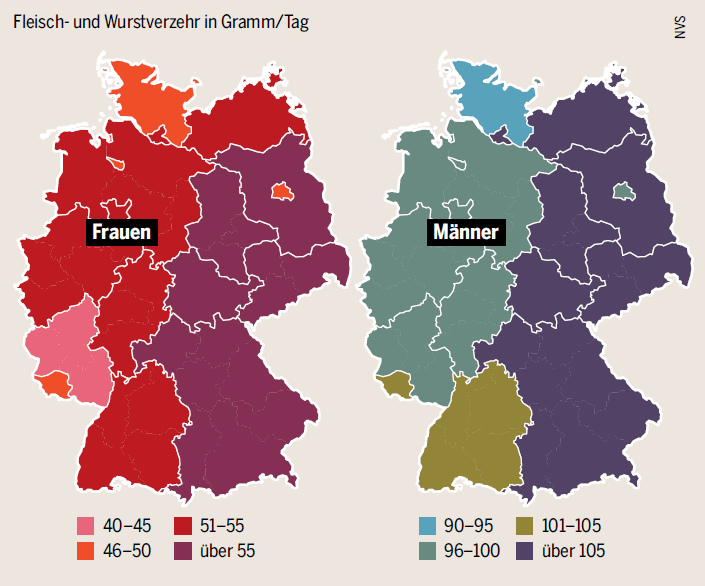
Kulturelle Unterschiede des Fleisch- und Wurstverzehrs nach Bundesländern und Geschlecht in Deutschland (Quelle: Fleischatlas/NVZ)

Die Esskultur umfasst das gesamte kulturelle Umfeld der Ernährung des Menschen, also beispielsweise Dekoration und Tischsitten, Rituale und Zeremonien, Speisen oder auch regionale Spezialitäten und damit kulturelle Identifikation. 

## Allgemeines
Kultur allgemein ist die Summe aller materiellen und immateriellen Werte einer Gesellschaft. Esskultur umfasst deshalb alles, was mit Essen verbunden und vom Menschen entwickelt und hergestellt wurde. Dazu gehört der Gebrauch von Essbesteck (Messer/Gabel, Essstäbchen) oder auch nicht (Fingerfood), die Art/Qualität der Speisen und Getränke (vegetarische Küche, Fleischgerichte), die soziale Situation (gemeinsame Mahlzeit oder situatives Einzelessen) oder die Dauer der Speisezeit (Fast Food oder Slow Food). 
Seit der Antike hatte das Essen stets mit sozialem Status, politischer und religiöser Macht zu tun (vgl. auch Ernährungssoziologie).
Die wissenschaftliche Beschäftigung mit Esskultur erfolgt durch die volkskundliche Nahrungsforschung, die Kulturgeschichte und die Ernährungssoziologie.

## Nationale Einflüsse
Geprägt wird die Esskultur maßgeblich durch nationale Einflüsse der klassischen Kochkunst wie die asiatische Küche (beispielsweise chinesische Küche, japanische Küche oder thailändische Küche), deutsche Küche, französische Küche oder italienische Küche. Die Haute Cuisine wird als oberste Stufe der Esskultur angesehen, denn sie versteht sich als echte Kunst.